# 克里斯·庫斯特
克里斯·庫斯特（英語：Chris Cusiter；1982年6月13日—）是一位蘇格蘭橄欖球運動員。他是蘇格蘭國家橄欖球隊的一員，代表蘇格蘭參加了2015年橄欖球六國賽。